# 拉塞爾角
拉塞爾角（英語：Cape Russell），是南極洲的海岬，位於維多利亞地的斯科特海岸，處於諾森山麓南端的特拉諾瓦灣，由美國南極名稱諮詢委員命名，現時由南極條約體系管理。